# Centre for Independent Studies
Il Centre for Independent Studies (CIS) è un think tank libertario fondato in Australia nel 1976. Si concentra su questioni liberali classiche per la politica pubblica, come il libero mercato e i limiti dell'azione di governo.
Il CIS è affiliato con Atlas Network, un'organizzazione statunitense che sostiene le politiche economiche di libero mercato in tutto il mondo.
La sede è a Sydney.

## Attività
I ricercatori della CSI pubblicano regolarmente i propri articoli di opinione sui giornali australiani, online, alla radio e in televisione, riproducendoli nel canale YouTube.
Il CIS ha una newslettersettimanale chiamata ideas@thecentre.

## Programmi
Il CSI incoraggia il dibattito tra politici, media e pubblico, ospitando come propri membri o come professori ospiti vari esponenti del mondo degli affari e di quello accademico, in prevalenza di orientamento liberale.
Il CSI ha programmi di ricerca su: 
- formazione scolastica;
- politica economica (politica fiscale, infrastrutture, riforma del lavoro, spesa pubblica);
- cultura, prosperità e società civile;
- affari interni;
- Cina e società libere.

La maggior parte della ricerca politica si concentra sul ruolo del libero mercato in una società aperta e sul modo in cui la libera iniziativa privata e i processi su base volontaria potrebbero essere utilizzati per fornire molti dei beni e servizi normalmente prodotti o erogati nel rispetto dei metodi imposti dal governo. Le discussioni vertono anche sulla libertà di associazione, di culto, di parola e il diritto di proprietà.
Il 2 novembre 2016, è stato diffuso un rapporto sul sistema sanitario australiano secondo il quale «restrizioni governative, regolamenti e altri ostacoli all'ingresso nel settore dell'assistenza sanitaria e delle assicurazioni mediche paralizzano [la concorrenza]», e che si concludeva con la proposta di istituire una "Comunità per l'innovazione sanitaria".
Un rapporto del giugno 2018 ha mostrato che la stragrande maggioranza dei millennial australiani -definiti come le persone nate fra il 1980 e il 1996- vedeva positivamente il socialismo. Il rapporto fu descritto come «il segnale non trascurabile da parte dell'élite dominante australiana di una radicalizzazione politica tra i giovani e la minaccia che rappresenta per il sistema capitalista».

## Finanziamento
Affiliato all'Atlas Network, il CSI dichiara di non accettare fondi governativi e di essere finanziato esclusivamente da donazioni, abbonamenti e ricavati dalla vendita di libri ed eventi, elargiti da privati cittadini, aziende e organizzazioni caritatevoli.
Tutte le decisioni di ricerca sono prese dal gruppo di collaboratori e accademici, evitando interferenze dei donatori.
Secondo il rapporto di Transparify del 2016, il livello di trasparenza del centro circa la pubblicazione dei nominativi dei donatori e delle somme erogate era pari a quello del Centre for Strategic Studies neozelandese, mentre le best practice dell'area sudasiatica erano rappresentate dal Centre for Policy Research indiano e del Social Policy and Development Centre del Pakistan.
Nello stesso anno, il 2016 Global Go To Think Tank Index collocava il Centre for Independent Studies al decimo posto fra i pensatoi del sud-est asiatico per la qualità dell'output prodotto.